# Chỉ huy trưởng Thủy quân lục chiến Hoa Kỳ
Chỉ huy trưởng Thủy quân lục chiến (tiếng Anh: Commandant of the Marine Corps), một số tài liệu tiếng Việt gọi là Tham mưu trưởng Thủy quân lục chiến Hoa Kỳ, là vị sĩ quan cao cấp nhất của Thủy quân lục chiến Hoa Kỳ và là một thành viên của Bộ Tổng tham mưu Liên quân Hoa Kỳ. Tham mưu trưởng Thủy quân lục chiến Hoa Kỳ báo cáo trực tiếp với Bộ trưởng Hải quân Hoa Kỳ (Tham mưu trưởng Thủy quân lục chiến Hoa Kỳ là đồng nhiệm ngang hàng với Tham mưu trưởng Hải quân Hoa Kỳ trong Bộ Hải quân Hoa Kỳ) và có trách nhiệm trông coi về tổ chức, chính sách, các kế hoạch, và các chương trình của Thủy quân lục chiến Hoa Kỳ cũng như cố vấn cho Tổng thống Hoa Kỳ, Bộ trưởng Quốc phòng Hoa Kỳ và Bộ trưởng Hải quân Hoa Kỳ về các vấn đề có liên quan đến Thủy quân lục chiến Hoa Kỳ. Dưới quyền của Bộ trưởng Hải quân Hoa Kỳ, Tham mưu trưởng Thủy quân lục chiến trông coi việc điều động nhân sự và nguồn lực đến các tư lệnh của các Bộ Tư lệnh tác chiến thống nhất. Tham mưu trưởng thực thi tất cả các chức năng được diễn tả trong Mục 5043, Điều khoản 10, Bộ luật Hoa Kỳ hay giao phó những trách nhiệm và bổn phận này cho các sĩ quan trong bộ tham mưu của mình dưới danh nghĩa của chính mình. Cũng giống như các vị tham mưu trưởng khác trong Bộ Tổng tham mưu Liên quân Hoa Kỳ, chức vụ tham mưu trưởng này cũng chỉ là chức vụ hành chính và không có thực quyền tư lệnh đối với các lực lượng Thủy quân lục chiến Hoa Kỳ.
Tham mưu trưởng Thủy quân Lục chiến được Tổng thống Hoa Kỳ đề cử nhưng phải được Thượng viện Hoa Kỳ xác nhận với tỉ lệ đa số phiếu để được bổ nhiệm Chức vụ này được bổ nhiệm với quân hàm đại tướng 4-sao. Tham mưu trưởng Thủy quân Lục chiến chịu trách nhiệm trực tiếp với Bộ trưởng Hải quân Hoa Kỳ về tính năng tổng thể của Thủy quân lục chiến Hoa Kỳ trong đó có việc quản lý, kỷ luật, tổ chức nội bộ, huấn luyện, các điều kiện cần thiết, sự hữu hiệu, và khả năng sẵn sàng chiến đấu. Tham mưu trưởng Thủy quân Lục chiến cũng có trách nhiệm về hoạt động của hệ thống hỗ trợ quân dụng của Thủy quân lục chiến Hoa Kỳ." Từ năm 1801, dinh của Tổng tham mưu trưởng nằm trong Doanh trại Thủy quân lục chiến ở Washington, D.C. và các văn phòng chính của ông nằm ở Arlington, Virginia.

## Trách nhiệm
Trách nhiệm của Tham mưu trưởng Thủy quân Lục chiến được nói trong Điều khoản 10, Mục 5043, Bộ luật Hoa Kỳ và nằm dưới quyền hướng dẫn và kiểm soát của Bộ trưởng Hải quân Hoa Kỳ". Như được nói trong Bộ luật Hoa Kỳ, Tham mưu trưởng Thủy quân Lục chiến là người trông coi tổng hành dinh của Thủy quân lục chiến, truyền đạt các kế hoạch và những đề nghị của tổng hành dinh Thủy quân lục chiến đến Bộ trưởng Hải quân Hoa Kỳ, cố vấn cho bộ trưởng về các kế hoạch và những đề nghị như thế. Sau khi khi các kế hoạch và những lời đề nghị của tổng hành dinh Thủy quân lục chiến được Bộ trưởng Hải quân chấp thuận thì ông sẽ hành động trong vai trò là người thừa hành lệnh của bộ trưởng để thực thi hữu hiệu chúng sao cho phù hợp với thẩm quyền được giao phó của các vị tư lệnh các Bộ Tư lệnh tác chiến thống nhất theo chương 6 trong điều khoản 10.

## Danh sách các tham mưu trưởng theo thời gian
Ba mươi tư người đã phục vụ trong vai trò Tham mưu trưởng Thủy quân Lục chiến Hoa Kỳ bao gồm tham mưu trưởng hiện tại là James T. Conway. Tham mưu trưởng Thủy quân Lục chiến đầu tiên là Samuel Nicholas nhậm chức này với cấp bậc đại úy, mặc dù chưa có chức vị chính thức như ngày nay là "Commandant" vào lúc đó, và Đệ nhị Quốc hội Lục địa đã cho phép một sĩ quan Thủy quân lục chiến cao cấp nhất có thể lên đến cấp bậc đại tá. Người phục vụ lâu nhất trong chức vụ này là Archibald Henderson, đôi khi được gọi là "Đại lão gia của Thủy quân lục chiến" vì ông phục vụ đến 39 năm. Trong lịch sử dài 234 năm của Thủy quân lục chiến Hoa Kỳ, chỉ có một tham mưu trưởng từng bị sa thải khỏi chức vụ này. Đó là Anthony Gale khi ông bị tòa án quân sự xét xử vào năm 1820.
| Thứ tự | Hình | Tên                         | Cấp bậc                   | Nhậm chức            | Rời chức             | Ghi chú |
| ------ | --- | --------------------------- | ------------------------- | -------------------- | -------------------- | --- |
| 1      | hình trắng đen của Samuel Nicholas                                                                                            | Samuel Nicholas             | Thiếu tá                  | 28 tháng 11 năm 1775 | 27 tháng 8 năm 1783  | Tham mưu trưởng trên thực tế vì ông là sĩ quan cao cấp nhất của Thủy quân lục chiến Lục địa. |
| 2      | hình trắng đen của William W. Burrows                                                                                         | William W. Burrows          | Trung tá                  | 12 tháng 7 năm 1798  | 6 tháng 3 năm 1804   | Tham mưu trưởng chính thức đầu tiên. Ông lập ra nhiều tổ chức quan trọng trong Thủy quân lục chiến Hoa Kỳ trong đó có Ban nhạc lễ Thủy quân lục chiến |
| 3      | hình trắng đen của Franklin Wharton                                                                                           | Franklin Wharton            | Trung tá                  | 7 tháng 3 năm 1804   | 1 tháng 9 năm 1818   | Là tham mưu trưởng đầu tiên có dinh thự trong Doanh trại Thủy quân lục chiến, Washington, D.C. |
| 3.5    | hình trắng đen của Archibald Henderson                                                                                        | Archibald Henderson (quyền) | Thiếu tá                  | 16 tháng 9 năm 1818  | 2 tháng 3 năm 1819   | Quyền tham mưu trưởng và sau đó chính thức là tham mưu trưởng từ 1820 đến 1859 |
| 4      | — | Anthony Gale                | Trung tá                  | 3 tháng 3 năm 1819   | 8 tháng 10 năm 1820  | Tham mưu trưởng duy nhất bị sa thải |
| 5      | hình trắng đen của Archibald Henderson                                                                                        | Archibald Henderson         | Chuẩn tướng (cấp bậc tạm) | 17 tháng 10 năm 1820 | 6 tháng 1 năm 1859   | Tham mưu trưởng lâu nhất; được biết là "Đại lão gia của Thủy quân lục chiến"; nổi tiếng vì vai trò mở rộng sứ mệnh của Thủy quân lục chiến bao gồm chiến tranh viễn chinh và lực lượng khai triển nhanh |
| 6      | hình trắng đen của John Harris                                                                                                | John Harris                 | Đại tá                    | 7 tháng 1 năm 1859   | 1 tháng 5 năm 1864   | Tham mưu trưởng vào thời điểm bắt đầu Nội chiến Hoa Kỳ |
| 7      | hình trắng đen của Jacob Zeilin                                                                                               | Jacob Zeilin                | Chuẩn tướng               | 10 tháng 6 năm 1864  | 31 tháng 10 năm 1876 | Người có cấp bậc tướng đầu tiên của Thủy quân lục chiến Hoa Kỳ, chính thức chấp thuận kiểu mẫu "đại bàng, địa cầu và mỏ neo" làm quân hiệu của Thủy quân lục chiến Hoa Kỳ. |
| 8      | hình trắng đen của Charles G. McCawley                                                                                        | Charles McCawley            | Đại tá                    | 1 tháng 11 năm 1876  | 29 tháng 1 năm 1891  | Chọn câu "Semper Fidelis", tiếng La tinh có nghĩa là "luôn trung thành", làm khẩu hiệu của Thủy quân lục chiến Hoa Kỳ |
| 9      | hình trắng đen của Charles Heywood                                                                                            | Charles Heywood             | Thiếu tướng               | 30 tháng 6 năm 1891  | 2 tháng 10 năm 1903  | Là người đầu tiên giữ cấp bậc thiếu tướng của Thủy quân lục chiến Hoa Kỳ |
| 10     | hình trắng đen của George F. Elliott                                                                                          | George Frank Elliott        | Thiếu tướng               | 3 tháng 10 năm 1903  | 30 tháng 11 năm 1910 | Thành công chống lại việc rút binh sĩ Thủy quân lục chiến khỏi các chiến hạm và nhập Thủy quân lục chiến vào Lục quân Hoa Kỳ |
| 11     | hình trắng đen của William P. Biddle                                                                                          | William Biddle              | Thiếu tướng               | 3 tháng 2 năm 1911   | 24 tháng 2 năm 1914  | Thành lập Lực lượng Triển khai Tiền phương, tiền thân của Lực lượng Thủy quân lục chiến Hạm đội ngày nay |
| 12     | hình trắng đen của George Barnett                                                                                             | George Barnett              | Thiếu tướng               | 25 tháng 2 năm 1914  | 30 tháng 6 năm 1920  | Là tham mưu trưởng lúc Chiến tranh thế giới thứ nhất khi có sự gia tăng rất lớn về nhân sự Thủy quân lục chiến |
| 13     | hình trắng đen của John A. Lejeune                                                                                            | John Lejeune                | Thiếu tướng               | 1 tháng 7 năm 1920   | 4 tháng 3 năm 1929   | Khởi sự truyền thống khiêu vũ sinh nhật Thủy quân lục chiến Hoa Kỳ |
| 14     | hình trắng đen của Wendall C. Neville                                                                                         | Wendell Neville             | Thiếu tướng               | 5 tháng 3 năm 1929   | 8 tháng 7 năm 1930   | Người nhận huân chương vinh dự và huân chương Brevet Thủy quân lục chiến |
| 15     | hình trắng đen của Ben H. Fuller                                                                                              | Ben Fuller                  | Thiếu tướng               | 9 tháng 7 năm 1930   | 28 tháng 2 năm 1933  | Làm vững chắc khái niệm Lực lượng Thủy quân lục chiến Hạm đội. |
| 16     | hình trắng đen của John H. Russell, Jr.                                                                                       | John Russell                | Thiếu tướng               | 1 tháng 3 năm 1934   | 30 tháng 11 năm 1936 | Hệ thống thăng chức sĩ quan theo thâm niên bị thay thế bởi thăng chức theo tuyển chọn. Lữ đoàn Thủy quân lục chiến số 1 rút khỏi Haiti và một số chiến hạm có chở các phân đội Thủy quân lục chiến tiếp tục gia tăng. |
| 17     | hình trắng đen của Thomas Holcomb                                                                                             | Thomas Holcomb              | Trung tướng               | 1 tháng 12 năm 1936  | 31 tháng 12 năm 1943 | Mở rộng lực lượng Thủy quân lục chiến gần gấp 20 lần cho Chiến tranh thế giới thứ hai và cho phụ nữ gia nhập Thủy quân lục chiến. Người đầu tiên được thăng cấp (sau khi về hưu) lên đến đại tướng |
| 18     | hình trắng đen của Alexander A. Vandegrift                                                                                    | Alexander Vandegrift        | Đại tướng                 | 1 tháng 1 năm 1944   | 31 tháng 12 năm 1947 | Người nhận huân chương vinh dự, và là người lính Thủy quân lục chiến hiện dịch đầu tiên giữ cấp bậc đại tướng, chống mọi nỗ lực nhập Thủy quân lục chiến vào Lục quân Hoa Kỳ |
| 19     | hình trắng đen của Clifton B. Cates                                                                                           | Clifton Cates               | Đại tướng                 | 1 tháng 1 năm 1948   | 31 tháng 12 năm 1951 | Người nhận huân chương Navy Cross |
| 20     | hình trắng đen của Lemuel C. Shepherd, Jr.                                                                                    | Lemuel Shepherd             | Đại tướng                 | 1 tháng 1 năm 1952   | 31 tháng 12 năm 1955 | Tham mưu trưởng Thủy quân lục chiến Hoa Kỳ đầu tiên phục vụ trong Bộ tổng tham mưu Liên quân Hoa Kỳ |
| 21     | hình trắng đen của Randolph M. Pate                                                                                           | Randolph Pate               | Đại tướng                 | 1 tháng 1 năm 1956   | 31 tháng 12 năm 1959 | — |
| 22     | hình trắng đen của David M. Shoup                                                                                             | David Shoup                 | Đại tướng                 | 1 tháng 1 năm 1960   | 31 tháng 12 năm 1963 | Người nhận huân chương vinh dự |
| 23     | hình trắng đen của Wallace M. Greene, Jr.                                                                                     | Wallace Greene              | Đại tướng                 | 1 tháng 1 năm 1964   | 31 tháng 12 năm 1967 | Trông coi việc đưa Thủy quân lục chiến tham chiến tại Việt Nam |
| 24     | hình trắng đen của Leonard F. Chapman, Jr.                                                                                    | Leonard Chapman, Jr.        | Đại tướng                 | 1 tháng 1 năm 1968   | 31 tháng 12 năm 1971 | Tham mưu trưởng lúc Chiến tranh Việt Nam |
| 25     | hình trắng đen của Robert Everton Cushman, Jr.                                                                                | Robert Everton Cushman, Jr. | Đại tướng                 | 1 tháng 1 năm 1972   | 30 tháng 6 năm 1975  | Chứng kiến người lính Thủy quân lục chiến cuối cùng rút khỏi Việt Nam và lực lượng thời bình giảm xuống còn 194.000 người trong lúc duy trì tính sẵn sàng chiến đấu |
| 26     | hình trắng đen của Louis H. Wilson, Jr.                                                                                       | Louis Wilson, Jr.           | Đại tướng                 | 1 tháng 7 năm 1975   | 30 tháng 6 năm 1979  | Người nhận huân chương vinh dự |
| 27     | color photograph of Robert H. Barrow                                                                                          | Robert Barrow               | Đại tướng                 | 1 tháng 7 năm 1979   | 30 tháng 6 năm 1983  | Là tham mưu trưởng đầu tiên phục vụ nhiệm kỳ đủ bốn năm trong vai trò thành viên đầy đủ của Bộ Tổng tham mưu Liên quân Hoa Kỳ, được chấp thuận việc sản xuất phiên bản Mỹ loại phi cơ Harrier, và một số cải tiến khác để tăng tính hữu hiệu của lực lượng |
| 28     | hình trắng đen của Paul X. Kelley                                                                                             | Paul Kelley                 | Đại tướng                 | 1 tháng 7 năm 1983   | 30 tháng 6 năm 1987  | Năm 2007, trong một bài ý kiến bạn đọc đăng trên nhật báo Washington Post, tướng Kelly đã phát biểu chống đối lệnh hành pháp của Tổng thống George W. Bush có liên quan đến việc hỏi cung và tra tấn những người bị tình nghi là khủng bố. |
| 29     | color photograph of Alfred M. Gray, Jr., the only Marine in this list wearing utilities instead of a service or dress uniform | Alfred Gray, Jr.            | Đại tướng                 | 1 tháng 7 năm 1987   | 30 tháng 6 năm 1991  | Trung tâm Nghiên cứu Alfred M. Gray ở Căn cứ Thủy quân lục chiến Quantico là nơi có những bộ sưu tầm đặc biệt và văn khố Thủy quân lục chiến, Thư viện Căn cứ Quantico, và thư viện nghiên cứu cho Đại học Thủy quân lục chiến. |
| 30     | color photograph of Carl E. Mundy, Jr.                                                                                        | Carl E. Mundy, Jr.          | Đại tướng                 | 1 tháng 7 năm 1991   | 30 tháng 6 năm 1995  | Hiện này đang giữ chức trong ban giám đốc của công ty General Dynamics và là chủ tịch của quỹ Đại học Thủy quân lục chiến |
| 31     | color photograph of Charles C. Krulak                                                                                         | Charles C. Krulak           | Đại tướng                 | 1 tháng 7 năm 1995   | 30 tháng 6 năm 1999  | Là con trai của trung tướng Thủy quân lục chiến Victor H. Krulak |
| 32     | color photograph of James L. Jones                                                                                            | James Jones                 | Đại tướng                 | 1 tháng 7 năm 1999   | 12 tháng 1 năm 2003  | Sĩ quan Thủy quân lục chiến đầu tiên phục vụ trong vai trò Tư lệnh Bộ Tư lệnh Hoa Kỳ tại châu Âu (USEUCOM) và Tư lệnh Tối cao Đồng minh châu Âu của NATO, sau đó làm Cố vấn An ninh Quốc gia Hoa Kỳ của chính phủ Barack Obama. |
| 33     | color photograph of Michael W. Hagee                                                                                          | Michael Hagee               | Đại tướng                 | 13 tháng 1 năm 2003  | 13 tháng 11 năm 2006 | Hướng dẫn Thủy quân lục chiến trong những năm đầu Chiến tranh Iraq |
| 34     | color photograph of James T. Conway                                                                                           | James Conway                | Đại tướng                 | 14 tháng 11 năm 2006 | 22 tháng 10 năm 2010 | Tham mưu trưởng Thủy quân lục chiến trong chiến tranh Iraq |
| 35     | Official portrait from Amos, 2010                                                                                             | James F. Amos               | Đại tướng                 | 22 tháng 10 năm 2010 | 17 tháng 10 năm 2014 | First United States Naval Aviator to serve as Commandant |
| 36     | | Joseph Dunford              | Đại tướng                 | 17 tháng 10 năm 2014 | 24 tháng 9 năm 2015  | Chỉ huy đầu tiên và lính thủy đánh bộ thứ hai được thăng chức lên Chủ tịch Hội đồng Tham mưu trưởng Liên quân . |
| 37     | | Robert Neller               | Đai tướng                 | 24 tháng 9 năm 2015  | 11 tháng 7 năm 2019  | Dẫn đầu việc đưa phụ nữ vào các vai trò chiến đấu. Đưa ra các quy định hành chính cho Thủy quân lục chiến trên phương tiện truyền thông xã hội. |
| 38     | | David H. Berger             | Đại tướng                 | 11 tháng 7 năm 2019  | 10 tháng 7 năm 2023  | Ban hành hướng dẫn về quy hoạch cấp quân chủng bao gồm việc tập trung lại vào chiến đấu cao cấp, chuyển từ xe tăng và pháo binh sang tên lửa tầm xa và máy bay không người lái. |
| Acting | | Eric M. Smith               | Đại tướng                 | 10 tháng 7 năm 2023  | 22 tháng 9 năm 2023  | Đảm nhiệm vai trò chỉ huy tạm quyền sau khi Berger nghỉ hưu trong bối cảnh Thượng nghị sĩ Tommy Tuberville giữ quyền đề cử quân sự và tuyên thệ nhậm chức sau khi được xác nhận. Trong thời gian nằm viện sau cơn đau tim, Trung tướng Karsten Heckl (30 tháng 10 – 3 tháng 11 năm 2023) và Đại tướng Christopher J. Mahoney (3 tháng 11 năm 2023 – 5 tháng 3 năm 2024) đã đảm nhiệm vai trò chỉ huy tạm quyền. |
| 39     | 22 tháng 9 năm 2023 | Eric M. Smith               | Đại tướng                 | Đương nhiệm          |                      | Đảm nhiệm vai trò chỉ huy tạm quyền sau khi Berger nghỉ hưu trong bối cảnh Thượng nghị sĩ Tommy Tuberville giữ quyền đề cử quân sự và tuyên thệ nhậm chức sau khi được xác nhận. Trong thời gian nằm viện sau cơn đau tim, Trung tướng Karsten Heckl (30 tháng 10 – 3 tháng 11 năm 2023) và Đại tướng Christopher J. Mahoney (3 tháng 11 năm 2023 – 5 tháng 3 năm 2024) đã đảm nhiệm vai trò chỉ huy tạm quyền. |